# Seglinge klobben
Seglinge klobben är ett skär i Åland (Finland). Det ligger i Skärgårdshavet och i kommunen Kumlinge i landskapet Åland, i den sydvästra delen av landet. Ön ligger omkring 39 kilometer öster om Mariehamn och omkring 240 kilometer väster om Helsingfors.
Öns area är 3 hektar och dess största längd är 260 meter i sydöst-nordvästlig riktning. Trakten är glest befolkad. Närmaste större samhälle är Vårdö, 13,4 km väster om Seglinge klobben.

## Klimat
Klimatet i området är tempererat. Årsmedeltemperaturen i trakten är 6 °C. Den varmaste månaden är augusti, då medeltemperaturen är 17 °C, och den kallaste är februari, med −2 °C.